# Madison Riley
Madison Riley Aplanalp (Salt Lake City, 16 marzo 1990) è un'attrice statunitense.

## Filmografia

### Cinema
- Bratz, regia di Sean McNamara (2007)
- Without a Paddle 2 - Il richiamo della natura (Without a Paddle: Nature's Calling), regia di Ellory Elkayem (2009)
- Fired Up! - Ragazzi pon pon (Fired up), regia di Will Gluck (2009)
- Miss Marzo (Miss March), regia di Zach Cregger e Trevor Moore (2009)
- Without a Paddle 2 - Il richiamo della natura (Without a Paddle: Nature's Calling), regia di Ellory Elkayem (2009)
- Un weekend da bamboccioni (Grown Ups), regia di Dennis Dugan (2010)
- The Prankster, regia di Tony Vidal (2010)
- Joe and Kim, regia di Victor Teran – cortometraggio (2010)
- Prom - Ballo di fine anno (Prom), regia di Joe Nussbaum (2011)
- Super Zeroes, regia di Potsy Ponciroli (2012)
- Besties, regia di Rebecca Perry Cutter (2012)
- No kiss list: Va a finire che ti amo (Naomi and Ely's No Kiss List), regia di Kristin Hanggi (2015)

### Televisione
- Zoey 101 – serie TV, un episodio (2007)
- Pete il galletto (Hatching Pete), regia di Stuart Gillard – film TV (2009)

## Doppiaggio

### Cartoni animati
- Madison Riley in Bratz: Passion 4 Fashion - Diamondz

## Doppiatrici italiane
Nelle versioni in italiano delle opere in cui ha recitato, Madison Riley è stata doppiata da:
- Valentina Favazza in Without a Paddle 2 - Il richiamo della natura, Without a Paddle 3
- Laura Lenghi in un weekend da bamboccioni
- Francesca Manicone in Pete il galletto
- Elena Liberati in Prom - Ballo di fine anno
- Laura Cosenza in White Collar
- Chiara Gioncardi in Elementary